# Ле Коркије (Арецо)
Ле Коркије је насеље у Италији у округу Арецо, региону Тоскана.
Према процени из 2011. у насељу је живело 10 становника. Насеље се налази на надморској висини од 315 м.